# Gevoelstemperatuur
De gevoelstemperatuur geeft een maat voor het gevoel van kou (windkou/waterkou) of warmte (benauwende warmte of hitte) dat de mens ondervindt in koude lucht met veel wind of in warme lucht met zon, windstil weer en hoge luchtvochtigheid. Dit deel gaat over de windkoude, het extra gevoel van kou door wind.
Het verschijnsel gevoelstemperatuur, of windkoude, is dus het verschijnsel waarbij het in de wind een stuk kouder aanvoelt dan uit de wind. Hoe kouder het is en hoe harder het waait, des te kouder voelt het aan. We kunnen dat warmteverlies uitdrukken in een soort gevoelswaarde van de temperatuur. Het tegenovergestelde is in het geval van hitte uit te drukken door middel van de hitte-index. 
Bij een gevoelstemperatuur onder -10 graden kunnen na enkele uren verschijnselen van onderkoeling optreden. Bij gevoelstemperaturen onder -15 graden kan al na een uur koudeletsel optreden, onder de -20 graden is na een half uur ook bij goed afdichtende winterkleding al een kleine kans op bevriezingsverschijnselen. Bij de Elfstedentocht van 18 januari 1963 traden bij een gevoelstemperatuur nabij -15 graden, door het urenlange schaatsen tegen de krachtige oostnoordoostenwind in, ook bevriezingsverschijnselen op. Bij het schaatsen tegen de wind in moet de schaatssnelheid worden opgeteld bij de windsnelheid, waardoor de gevoelstemperatuur, afhankelijk van de luchttemperatuur, enkele graden lager kan zijn (zie onderstaande tabel).
Onder extreme weersomstandigheden zijn in Nederland gevoelstemperaturen opgetreden van -23 graden in het zuiden tot -28 graden in het noorden van het land (14 januari 1987).
De kans op bevriezingsverschijnselen neemt sneller toe bij gevoelstemperatuur lager dan -25 graden.

## Verklaring
Als de lucht rond de huid kouder is dan de lichaamstemperatuur, staat de huid warmte af aan de lucht. De luchtlaag die tegen de huid aan ligt, wordt daardoor warmer, waardoor de warmtestroom kleiner wordt, en de lucht minder koud aanvoelt. Als deze opgewarmde luchtlaag echter door de wind wordt weggeblazen, en dus vervangen wordt door lucht met de koudere buitenluchttemperatuur, koelt de huid meer af. Dit geeft het gevoel dat het kouder is, hoewel de thermometer nog steeds dezelfde buitenluchttemperatuur aanwijst. Bij toenemende windsnelheid wordt het opgewarmde luchtlaagje steeds beter weggeblazen, waardoor het steeds kouder lijkt.

## Levenloze objecten
Het begrip gevoelstemperatuur is niet van toepassing op levenloze objecten zoals machines, het antivries in de auto, of kwik. Zo is bij een buitentemperatuur van 5 °C en windkracht 7 de gevoelstemperatuur weliswaar -2 °C (en voor mensen voelt het dan ook aan als "onder nul"), maar water zal dan niet bevriezen. We kunnen de gevoelstemperatuur dan ook niet meten met een thermometer.
Wel heeft de wind (en dus de gevoelstemperatuur) invloed op de snelheid waarmee afkoeling optreedt: waterleidingen en verwarmingselementen bevriezen sneller als het bij vorst bovendien hard waait. 
Wind heeft ook invloed op de warmteoverdracht rond gebouwen. Er is gebleken, dat in woningen het brandstofverbruik voor verwarming bij harde wind kan verdubbelen. Voor het vaststellen van de isolatiewaarde van bestaande gebouwen moet men rekening houden met de in de onderstaande tabel vermelde gevoelstemperaturen. Tot nader onderzoek is het aannemelijk, om de temperatuurwaarde aan de buitenzijde van de gevel aan te passen op basis van deze tabel.

## Berekening
Voor de berekening daarvan bestaan verschillende methoden, zoals die van Siple en Passel ontwikkeld uit experimenten in 1939 tijdens een poolexpeditie en van Steadman uit 1971 die zijn methode baseerde op de hoeveelheid kleding die nodig was om mensen te beschermen tegen de kou. Door verschillen in de methoden kunnen in de media voor dezelfde dag uiteenlopende getallen voorkomen.
Het KNMI maakt sinds december 2009 gebruik van een recent ontwikkelde formule, die inmiddels ook in Canada, de Verenigde Staten, het Verenigd Koninkrijk en IJsland wordt gehanteerd. Deze wetenschappelijk onderbouwde methode, ontwikkeld in 2000/2001 door de Joint Action Group on Temperature Indices (JAG/TI) is gebaseerd op het warmtetransport van het lichaam naar de huid. De JAG/TI-index staat dichter bij de menselijke ervaring van warmteverlies dan andere methodes. Verschillende instellingen in Nederland, die te maken hebben met gezondheidsadviezen en weerbedrijven die de media voorzien van weerberichten, zijn in overleg met het KNMI overgegaan op de tabel voor de gevoelstemperatuur die hierbij hoort.
De vermelde gevoelstemperatuur geldt voor een gezond, volwassen en in de schaduw wandelend persoon van gemiddelde lengte. De gevoelstemperatuur wordt berekend uit een combinatie van de luchttemperatuur en de gemiddelde windsnelheid. De zon speelt geen rol in de berekeningsmethode maar bij zonnestraling voelt het minder koud aan dan de berekende gevoelstemperatuur doet vermoeden. De luchtvochtigheid speelt een kleine rol bij lage temperatuur en wordt daardoor niet apart in de berekening opgenomen. Wel is bekend dat een bezwete of natte huid sneller afkoelt door goede geleiding van de huidwarmte naar de koude lucht. Luchtvochtigheid speelt wel een belangrijke rol bij warmtebenauwdheid in de zomer.

## Tabel en formule volgens JAG/TI-methode
| Windsnelheid | Windsnelheid | Windsnelheid | Buitentemperatuur in graden Celsius | Buitentemperatuur in graden Celsius | Buitentemperatuur in graden Celsius | Buitentemperatuur in graden Celsius | Buitentemperatuur in graden Celsius | Buitentemperatuur in graden Celsius | Buitentemperatuur in graden Celsius | Buitentemperatuur in graden Celsius | Buitentemperatuur in graden Celsius |
| km/uur       | m/s          | Beaufort     | 10                                  | 5                                   | 0                                   | -5                                  | -10                                 | -15                                 | -20                                 | -25                                 | -30                                 |
| ------------ | ------------ | ------------ | ----------------------------------- | ----------------------------------- | ----------------------------------- | ----------------------------------- | ----------------------------------- | ----------------------------------- | ----------------------------------- | ----------------------------------- | ----------------------------------- |
| 5            | 1,4          | 1            | 10                                  | 4                                   | -2                                  | -7                                  | -13                                 | -19                                 | -24                                 | -30                                 | -36                                 |
| 10           | 2,8          | 2            | 9                                   | 3                                   | -3                                  | -9                                  | -15                                 | -21                                 | -27                                 | -33                                 | -39                                 |
| 15           | 4,2          | 3            | 8                                   | 2                                   | -4                                  | -11                                 | -17                                 | -23                                 | -29                                 | -35                                 | -41                                 |
| 20           | 5,6          | 4            | 7                                   | 1                                   | -5                                  | -12                                 | -18                                 | -24                                 | -31                                 | -37                                 | -43                                 |
| 25           | 7,0          | 4            | 7                                   | 0                                   | -6                                  | -12                                 | -19                                 | -25                                 | -32                                 | -38                                 | -45                                 |
| 30           | 8,3          | 5            | 7                                   | 0                                   | -6                                  | -13                                 | -20                                 | -26                                 | -33                                 | -39                                 | -46                                 |
| 35           | 9,7          | 5            | 6                                   | 0                                   | -7                                  | -14                                 | -20                                 | -27                                 | -33                                 | -40                                 | -47                                 |
| 40           | 11,1         | 6            | 6                                   | -1                                  | -7                                  | -14                                 | -21                                 | -27                                 | -34                                 | -41                                 | -47                                 |
| 45           | 12,5         | 6            | 6                                   | -1                                  | -8                                  | -15                                 | -21                                 | -28                                 | -35                                 | -42                                 | -48                                 |
| 50           | 13,9         | 7            | 5                                   | -1                                  | -8                                  | -15                                 | -22                                 | -29                                 | -35                                 | -42                                 | -49                                 |
| 55           | 15,3         | 7            | 5                                   | -2                                  | -8                                  | -15                                 | -22                                 | -29                                 | -36                                 | -43                                 | -50                                 |
| 60           | 16,7         | 7            | 5                                   | -2                                  | -9                                  | -16                                 | -23                                 | -30                                 | -36                                 | -43                                 | -50                                 |
| 65           | 18,1         | 8            | 5                                   | -2                                  | -9                                  | -16                                 | -23                                 | -30                                 | -37                                 | -44                                 | -51                                 |
| 70           | 19,5         | 8            | 5                                   | -2                                  | -9                                  | -16                                 | -23                                 | -30                                 | -37                                 | -44                                 | -51                                 |
| 75           | 20,8         | 9            | 5                                   | -2                                  | -10                                 | -17                                 | -24                                 | -31                                 | -38                                 | -45                                 | -52                                 |
| 80           | 22,2         | 9            | 4                                   | -3                                  | -10                                 | -17                                 | -24                                 | -31                                 | -38                                 | -45                                 | -52                                 |

De formule voor de gevoelstemperatuur (G) op basis van JAG/TI-methode luidt:
{\displaystyle G_{m/s}=13,12+0,6215T-13,96W^{0,16}+0,4867TW^{0,16}\,\,}
met temperatuur T in °C op 1,50 meter hoogte en gemiddelde windsnelheid W in de afgelopen tien minuten in m/s op 10 meter hoogte (conform de internationale afspraken voor de meting van luchttemperatuur en windsnelheid). De windsnelheid wordt met de machtsfunctie (^0,16) herleid van de windmeting op 10 meter hoogte naar de wind op 1,50 meter hoogte.
Dezelfde formule maar dan voor wind in km/u luidt:
{\displaystyle G_{km/u}=13,12+0,6215T-11,37W^{0,16}+0,3965TW^{0,16}\,\,}
In de lage landen wordt in weersverwachtingen de windsnelheid meestal aangeduid als de windkracht volgens de Schaal van Beaufort. Uit de formule op basis van JAG/TI-methode en de empirisch vastgestelde omrekenformule van de beaufortschaal volgt de volgende praktische benaderingsformule van de gevoelstemperatuur (G):
{\displaystyle G_{bft}\approx 13+0,62T-14B^{0,24}+0,47TB^{0,24}\,\,}
met temperatuur T in °C op 1,50 meter hoogte en windkracht B volgens de Schaal van Beaufort. Deze formule gaat uit van de gemiddelde windsnelheid van iedere afzonderlijke Beaufortwaarde. De uitkomsten uit deze benaderingsformule komen niet exact overeen met de waarden in bovenstaande tabel omdat de Schaal van Beaufort geen continue schaal is.

## Geldigheid van de methode
De JAG/TI-methode is ontwikkeld voor een luchttemperatuur (in de schaduw) tussen -46 en +10 °C en voor een gemiddelde windsnelheid tussen 1,3 en 49,0 m/s, beide gemeten op standaardmeethoogte (1,50 meter, resp. 10 meter) met de warmteproductie bij een wandelsnelheid van 4,8 km/uur. Om een gepresenteerde reeks van gevoelstemperatuur ook bij lagere windsnelheden dan 1,3 m/s een waarde te geven, wordt ook dan de formule toegepast; de minimumwaarde is dan de luchttemperatuur.